# Шоруньжинское сельское поселение
Шоруньжинское се́льское поселе́ние — муниципальное образование в Моркинском районе Марий Эл Российской Федерации.
Административный центр — село Шоруньжа.

## История
Статус и границы сельского поселения установлены Законом Республики Марий Эл от 18 июня 2004 года № 15-З «О статусе, границах и составе муниципальных районов, городских округов в Республике Марий Эл».

## Население
| 2010  | 2011  | 2012  | 2013  | 2014  | 2015  | 2016  |
| ----- | ----- | ----- | ----- | ----- | ----- | ----- |
| 1893  | ↘1884 | ↘1814 | ↘1758 | ↘1724 | ↘1686 | ↗1690 |
| 2017  | 2018  | 2019  | 2020  | 2021  | 2023  |       |
| ↘1679 | ↘1660 | ↘1623 | ↘1576 | ↘1561 | ↘1524 |       |

## Состав сельского поселения
В состав сельского поселения входят 8 населённых пунктов:
| № | Населённый пункт | Тип населённого пункта       | Население |
| - | ---------------- | ---------------------------- | --------- |
| 1 | Муканай          | деревня                      | 102       |
| 2 | Паймыр           | деревня                      | 38        |
| 3 | Сапуньжа         | деревня                      | 129       |
| 4 | Уньжинский       | посёлок                      | 122       |
| 5 | Шлань            | деревня                      | 384       |
| 6 | Шоруньжа         | село, административный центр | 899       |
| 7 | Шурга            | деревня                      | 108       |
| 8 | Ямбатор          | деревня                      | 111       |